# Терсинское сельское поселение (Кемеровская область)
Терсинское сельское поселение — муниципальное образование в составе Новокузнецкого района Кемеровской области.
Административный центр — посёлок Чистогорский.

## География
- Общая площадь: 5348,012 км²
- Расположение: северная часть Новокузнецкого района
- По территории поселения протекают реки: Томь, Нижняя Терсь, Средняя Терсь, Верхняя Терсь.

## История
17 декабря 2004 года в соответствии с Законом Кемеровской области № 104-ОЗ было образовано Терсинское сельское поселение.
26 ноября 2013 года после вступления в силу областного закон от 7 марта 2013 года № 17-ОЗ в состав Терсинского сельского поселения с центром в посёлке Чистогорский включены упразднённые Сидоровское и Чистогорское сельские поселения. Администрация сформирована на базе Чистогорского сельского поселения
На территории Осиновоплесского сельского поселения образован Терсинский территориальный отдел Новокузнецкого муниципального округа.

## Население
| 2010  | 2011  | 2012  | 2013  | 2014  | 2015  | 2016  |
| ----- | ----- | ----- | ----- | ----- | ----- | ----- |
| 1596  | ↘1595 | ↗1612 | ↗1628 | ↘1608 | ↘1579 | ↗8627 |
| 2017  | 2018  | 2019  | 2020  | 2021  |       |       |
| ↘8529 | ↘8398 | ↘8261 | ↘8188 | ↘8110 |       |       |

Данные представлены по Осиновоплесскому сельскому поселению

## Состав сельского поселения
| №  | Населённый пункт | Тип населённого пункта          | Население |
| -- | ---------------- | ------------------------------- | --------- |
| 1  | Бардина          | посёлок железнодорожной станции | 92        |
| 2  | Есаулка          | деревня                         | 57        |
| 3  | Загадное         | посёлок                         | 197       |
| 4  | Керегеш          | посёлок железнодорожной станции | 44        |
| 5  | Краснознаменка   | село                            | 31        |
| 6  | Кругленькое      | село                            | 388       |
| 7  | Макариха         | село                            | 6         |
| 8  | Малая Щедруха    | деревня                         | 0         |
| 9  | Мокроусово       | деревня                         | 138       |
| 10 | Мутный           | посёлок                         | 124       |
| 11 | Осиновое Плёсо   | посёлок                         | 795       |
| 12 | Сидорово         | село                            | 1071      |
| 13 | Славино          | село                            | 344       |
| 14 | Терёхино         | посёлок                         | 494       |
| 15 | Тоннель          | посёлок железнодорожной станции | 7         |
| 16 | Увал             | посёлок                         | 42        |
| 17 | Усть-Аскарлы     | посёлок                         | 207       |
| 18 | Усть-Нарык       | посёлок                         | 99        |
| 19 | Чистая Грива     | посёлок                         | 172       |
| 20 | Чистогорский     | посёлок, административный центр | ↘4379     |
| 21 | Ячменюха         | село                            | 95        |

## Экономика
Железная дорога (Томусинский железнодорожный тоннель). На территории Терсинского сельского поселения в 1964 была обнаружена минеральная вода — Терсинка.
В деревне Терехино расположен Терехинский завод напитков.

## Транспорт
Электропоезд Новокузнецк-Полосухино-Карлык-Томусинская
Автобусы из Новокузнецка до населенных пунктов района
Речной транспорт из Новокузнецка до Ячменюхи до 2013 года

## Администрация
- Глава поселения -Налимов Александр Сергеевич
- Зам главы по Осиноплесскому сельсовету -Моисеева Ольга Геннадьевна